# Phrosinella fulvicornis
Phrosinella fulvicornis är en tvåvingeart som först beskrevs av Daniel William Coquillett 1895.  Phrosinella fulvicornis ingår i släktet Phrosinella och familjen köttflugor. Inga underarter finns listade i Catalogue of Life.